# Morcín
Morcín és un conceyu de la Comunitat Autònoma del Principat d'Astúries, dividit en set parròquies, formant un total de 65 nuclis de població, dels quals 53 tenen una població inferior als 100 habitants, i únicament les dotze entidats restants amb una població d'entre 100 y 1.000 habitants. Limita al nord amb el concejo de La Ribera, al sud amb el de Riosa, a l'est amb el de Mieres i a l'oest amb els de Quirós i Santo Adriano.
Es tracta principalment d'un concejo rural i miner, situat en el cor del Principat d'Astúries, bé connectat amb els principals nuclis de la regió. Santa Eulalia, la capital, està situada estratègicament a 10 km d'Oviedo i de Mieres, i a menys de 30 minuts per autovia amb Avilés i Gijón. Les seves 50 km² estan delimitats per pobles i llogarets el principal punt dels quals comú és el mont Monsacro. La Serra de l'Aramo, declarada com Paisatge Protegit, contribuïx a l'harmonia del concejo juntament amb els rius Morcín i Barrea. Amb una població total de 3.005 habitants aquest concejo de les Conques Mineres ha començat a sofrir una petita reculada en el seu nombre d'habitants. Com recompensa al seu esforç per la conservació de la seva particularitat cultural, un dels pobles més significatius de Morcín, La Foz, ha estat guardonat amb el Premi al Poble Exemplar, ratificant així la seva postura per un desenvolupament econòmic sostenible i en harmonia amb el seu entorn natural.

## Toponímia
Hi ha diverses teories sobre la procedència de la paraula Morcín. Uns especialistes consideren que els romans es van instal·lar en aquestes terres donant-los el nom de Mortecinio, això és, riu mort, per l'assossegat del corrent del riu que travessa Santa Eulalia, que divideix el terme municipal en dues parts. Mortecinio donaria pas a Somort, per a desembocar finalment en l'actual Morcín. Altres especialistes considera que vindria de Muro Cintus, denominació bastant lògica pel cinturó de cims que cenyeix el concejo; el seu contración en Morcín és també natural. Uns altres suposen que la població que va donar origen a Morcín vivia a la part alta de les muntanyes, possiblement del Monsacro, pel que els denominarien de la Morca, és a dir, de l'escarpada penya. Morca podria arribar a derivar en Morcín.

## Història
Es tenen escasses dades sobre la història del concejo, trobant-se un nombre molt reduït de fonts. Sobre la Prehistòria queda encara molt per investigar; els estudis sobre l'Edat Antiga estan de moment recolzats en els soterraments oposats. Quant a les dades de l'Edat Mitjana són bastant rigorosos, havent-se trobat molta documentació escrita. L'Edat Contemporània va unida a l'economia industrial, principalment a les mines de carbó.

### Prehistòria
Sobre la prehistòria encara es posseïxen moltes menys, car les excavacions de les quals existeixen notícies, s'han realitzat sense rigor científic. La preocupació pels objectes i restes d'edificacions oposats en el concejo, d'origen prehistòric, van començar a la fi del segle xix. Durant aquestes dates ja s'havien trobat algunes coves, entre elles caben destacar la de Sidrán, Tisones i Bostriz. Es van trobar en elles, diversos utensilis, com destrals, ganivets, puntes de sílex, maces, puntes de fletxes, trossos d'asta, ossos triturats; el que demostra gairebé amb seguretat que aquestes terres van estar ocupades fa uns 30.000 anys. No és possible determinar a quin de les cultures paleolíticas van pertànyer aquests avantpassats, però tot cap indicar un assentament magdalenià.
També cal destacar el jaciment de l'abric de Entrefoces, situat al peu del congost tallat pel riu Crido en la calcària de muntanya, en la seva riba esquerra, a uns tres metres sobre el nivell actual del riu, a la sortida del poble de La Foz. Excavat en els anys 1980, es van identificar diversos nivells del Magdalenià inferior cantàbric. Entre el material recuperat destaca un cap humà tallada en un cant de quarsita, una asta de cérvol decorat i un bloc amb gravats lineals. Durant el període que va des del Neolític fins a l'edat de bronze, van començar a explotar-se les mines del Aramo. Deixant així clar que altres pobles de cultures i èpoques diferents van escollir Morcín com a lloc per al seu assentament.
El pas o establiment dels pépsids, els lugons i altres, està situat en el concejo durant aquesta època segons diversos historiadors. Uns altres donen testimoniatge de l'arribada a les platges d'Astúries dels pépsids i selens, de les naus dels mercaders fenicis a la recerca de coure, i tal vegada, de l'or i la plata de les mines de l'Aramo. I altres de l'arribada per a semblants fins dels etruscs, encara que no queden vestigis que puguin donar fermesa a aquestes asseveracions. La riquesa minera de Morcín era un dels punts de cobdícia dels romans, pel que és de suposar que la seva obstinació va ser gran en la conquesta d'aquestes terres, com la posterior romanització ho demostra. Entre els pobladors que els romans van trobar a l'arribar a aquestes terres, ha d'esmentar-se a la tribu dels abilics. La resistència a aquesta colonització, no destaca, que se sàpiga, a cap poble o cabdill de Morcín especialment, englobant-se en la lluita general dels asturs. Però en la posterior romanització d'aquestes terres hi ha nombroses manifestacions. Són moltes les làpides datades d'aquesta època trobades al concejo, algunes de les quals encara es troben en perfecte estat, i unes altres han desaparegut àdhuc després d'haver estat recopilades.

### Edat Antiga
Són singulars les làpides de sepultures cristianes, que semblen confirmar la tradició que diu, que ja en el segle I de la nostra era, es van convertir a la nova fe els habitants dels voltants del Monsacro. Segons aquesta tradició, fou l'apòstol Santiago el qual va anunciar el cristianisme en aquestes terres de passada per a Santiago, i que posteriorment va ser un exemplar sacerdot, ordenat per San Segond, qui va culminar l'obra de l'Apòstol. Les làpides romà-cristianes més notables, estaven col·locades a 4 m d'altura en la paret d'un lagar immediat a la casa dels Palacios, a Castandiello i havien estat trobades en les faldilles del Monsacro per José Palacios l'any 1800. Aquestes làpides van ser recollides per l'arqueòleg alemany Hübner, que les va inserir en la magna obra de la Reial Acadèmia de Ciències de Prusia, Corpus inscriptionum latinarum.

### Edat mitjana
De la història de Morcín entri els segles que van transcórrer des de la caiguda de l'Imperi Romà fins a la invasió àrab, es tenen poques notícies, i totes elles relacionades amb la història general d'Astúries.

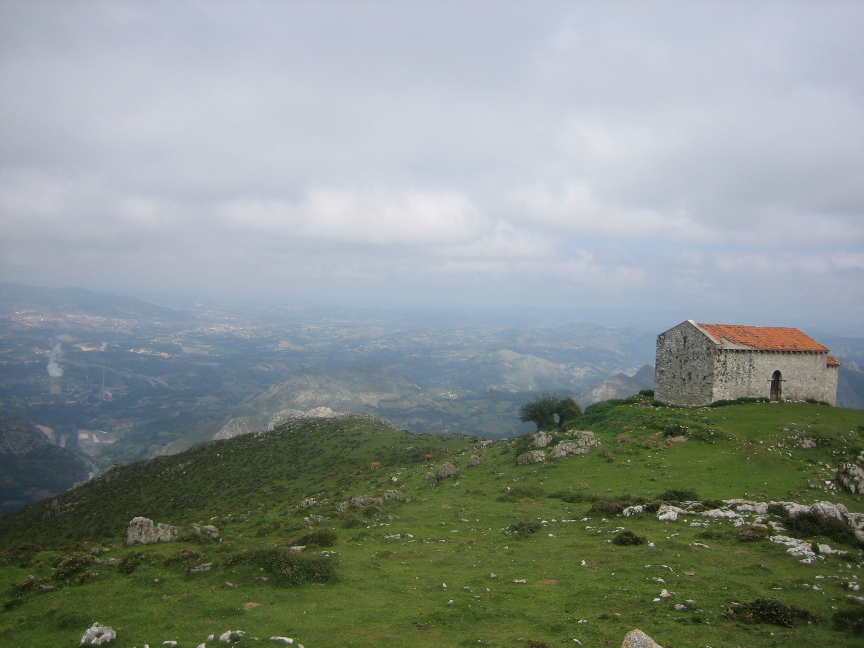
Mont Monsacro i capella medieval de La Madalena. L'Arca Santa va estar un temps al Monsacro abans d'arribar a la Càmara Santa de la Catedral d'Oviedo.

La tradició dona a Morcín un paper rellevant pel que fa a l'última etapa de la dominació visigoda, invasió àrab i fonamentalment als orígens llegendaris de la Reconquesta. Segons aquesta tradició, en els últims anys de la monarquia goda vi a establir-se en el centre del territori, probablement en Santa Eulalia, un noble godo amb tota la seva família. Es deia Gunderic Argolid, anomenat El Bon Senyor. Aquest noble estava en la plenitud de la seva vida i de la seva fama, quan van arribar a aquest racó les notícies de la invasió àrab. Davant tals notícies, els habitants de Morcín, van decidir acudir a la crida del deure defensar als seus germans de raça i religió. Segons la tradició, els habitants de Morcín es van reunir sota la presència d'El Bon Senyor i van decidir enviar el major contingent de tropes que es pogués per a contenir la invasió. Es va decidir enviar a la guerra a tots els homes que abans de sortir a la lluita, capitanejats per Ascari, primogènit d'El Bon Senyor, van fer el vot d'erigir un nou temple a Santa Eulàlia al demanar la seva empara en la campanya de defensa de la fe.
Segons les Cròniques, Ascari i alguns dels seus homes van ser els pocs que es van salvar a la batalla de Guadalete, juntament amb l'infant Pelai, el bisbe Urbà i altres combatents. La major part dels cronistes es limiten a contar que Pelai, juntament amb alguns bisbes i sacerdots, diversos cavallers i les seves gents, com Ascari i els seus, empesos pels exèrcits sarraïns que avançaven a marxes forçades, van intentar resistir a Toledo, però davant el convenciment de la impossibilitat de detenir la seva marxa, van recollir precipitadament les relíquies de Jerusalem, els llibres bíblics, gots sagrats i ornaments, juntament amb les immortals obres dels Sants Isidor, Oldefons i Julià, i van emprendre marxa cap a les muntanyes d'Astúries, on podrien resistir millor. Van servir de guies, conductors i guardes de l'Arca de les Relíquies, els soldats de Morcín. Després de llarga i arriscada expedició l'Arca Santa va ser duta fins a les Coves del Monsacro.
Confirmen les Cròniques el fet que efectivament fossin els soldats de Morcín els quals van guiar les Santes Relíquies al Monsacro. Va ser el Monsacro, doncs, la primera Càmera Santa que van tenir les relíquies després del seu llarg pelegrinatge des de Terra Santa, fins que el rei Alfons II el Cast les va traslladar a l'Església d'Oviedo. Passant a les dades històriques concrets, s'aprecia que Morcín va passar a ser un dels primers territoris amb què es va formar la monarquia asturiana, sent de destacar que van passar, des de molt aviat aquests territoris, a ser feu dels prelats ovetencs.
Als documents de l'Arxiu de la Catedral d'Oviedo, es troben diverses referències que ho confirmen. El primer esment que es fa dels territoris que comprèn l'actual concejo, està el qual Froila, fill d'Alfons III i Jimena, concedeix a l'Església d'Oviedo diverses viles i propietats: La vila de Argame és donada a l'església del Salvador per Munma Domna, vídua del comte Gundemar Pinioliz, juntament amb altres viles i heretats, en document datat el 18 de juliol de l'any 1012; donació que és més tard ratificada el 20 de març de 1045. En el document original està escrit en llatí: Eclesia Sancti Aciscli de Piniera ab omni intergritate […] Vila Argamen cum omnes adiacentias et pretationibus suis […] Vila Argamen cum intrinsecus domorum quos habuimus in juri nostro, confirmata pro carta firmitatis. Document del 18 de juliol de 1012. Les donacions es van completant quan en document datat el 29 de març de 1112, la reina Urraca lliura a l'ardiaca d'Oviedo Pedro Annaiaz, quant té en la vila d'Argame i els seus voltants.
Es confirma la pertinença d'aquests territoris a l'Església d'Oviedo, quan l'any 1125, el arcediano d'Oviedo Pedro Amaya, qui es creu haver substituït en el senyoriu a la comunitat de Santa Eulalia, dona una sèrie d'esglésies del concejo a l'Església d'Oviedo. El bisbe d'Oviedo Martín II inclou aquestes donacions a l'Arcedianat d'Oviedo mitjançant un document datat el 17 d'abril de 1150.

### Edat Moderna
El concejo de Morcín, exceptuant el vedat de Peñerudes, va estar, des de llavors, sota el senyoriu de l'Església, fins a la seva compra pels seus veïns, en la desamortització dels béns de l'Església en temps de Felip II. Aquest fet va ocórrer cap a l'any 1577, com consta en el plet mantingut davant la Chancillería de Valladolid, iniciat pels veïns de Morcín, al front dels quals es trobava l'il·lustrat Gaspar González de Candamo, contra el regidor d'Oviedo Luis de Argüelles, amo en aquells dies del vedat de Peñerudes. Els veïns de Morcín van obtenir així la seva independència de l'Església. Des de llavors, el concejo va tenir representació en la Junta General del Principat d'Astúries. Així mateix també tenia representació en la Junta del vedat de Peñerudes, que va tenir vida a part de la resta del concejo, fins a la seva final incorporació en l'any 1827.

### Edat Contemporània
Durant la Guerra de la Independència els homes i soldats de Morcín van tenir una actuació destacada. De les 625 famílies que contava el concejo en aquella època, saliron 487 voluntaris que van ingressar en l'Exèrcit Asturià a les ordres de Manuel González Candamo, de la Piñera, llavors estudiant de la Universitat d'Oviedo, i que posteriorment va arribar al grau de coronel. Dels 487 només van tornar 14 voluntaris. Els ancians i malalts que es van quedar en el concejo van tenir al seu càrrec la defensa del poble de Soto Ribera, durant la campanya, sota el comandament de José González de Candamo.
Durant els anys següents el concejo va tenir especial significació per l'activitat minera començant l'explotació de les capes del seu subsòl. Les explotacions mineres van començar en 1846, amb la finalitat d'abastir de combustible la Fàbrica Nacional d'Armes de Trubia. Les mines de Morcín es van adquirir en subhasta pública, cap a 1914 per la Societat Hulleras de Riosa que va connectar el carbó amb les principals vies ferroviàries. L'activitat minera i l'influx de la conca del Cabal ja havien marcat les idees del moviment obrer com demostra les successives victòries del Partit Socialista Obrer Espanyol i el Front Popular. La revolució d'Octubre de 1934 va comptar amb la participació minaire del concejo durant la guerra Civil i va estar en la zona republicana fins a la seva caiguda el 1937.
La gestió de la Societat Hulleras de Riosa es va allargar fins a l'any 1952, quan les mines van ser adquirides per l'Empresa Nacional Siderúrgica (ENSIDESA). El pou principal va començar a anomenar-se en aquesta època el Pou Montsacro que l'any 1969 va ser adquirit per l'Empresa Nacional de Hulleras del Norte S.A (HUNOSA). Aquest canvi va comportar la modernització que les mines morciniegues necessitaven i un període de prosperitat per al concejo fins a l'actualitat.

## Organització politico-administrativa (parròquies i barris)
El concejo de Morcín es divideix en set parroquias, amb el seu sant patró, que són:
1. Argame, San Miguel: Argame, La Carrera de Abajo, El Collado, La Rectoría i Roces.
2. Santa Eulalia de Morcín, Santa Eulalia: La Bolías, El Brañueto, Calvín, Figares, La Llorera, Malpica, Parteayer, Santa Eulalia i Las Vallinas.
3. San Esteban, San Esteban: Castandiello, El Palacio, Peñanes, La Roza, Rozadas, Villar i San Esteban.
4. La Foz, San Antonio de: La Collada, La Figar, Lugar de Abajo, Lugar de Arriba, Los Llanos, Las Mazas, Otura, Panizales, Porriman, El Pradiquín, La Puente i La Foz.
5. Peñerudes, San Pedro de: El Artroxu, Barrea, La Roza, El Campo, La Cotina, El Fontán, La Gantal, El Palacio, Requejo i Peñerudes.
6. La Piñera, San Juan de: El Ablanedo, Afilorio de Abajo, Afilorio de Arriba, Afilorio del Medio, La Alguera, Campo de la Iglesia, El Cogollo, Las Cortes, La Cuesta, Los Duernos, Los González, Lavandera, Otero, El Río, El Vallín i La Piñera.
7. San Sebastián, San Sebastián: Busloñe, La Caleya, La Carbayosa, Cardeo, La Enseca, Melandrera, Mellampo, El Pareo, El Pumar, El Tejo, La Vara, El Pereo i San Sebastián.

## Administració municipal
| Mandat      | Alcalde                     | Partit |
| ----------- | --------------------------- | ------ |
| 1979 - 1987 | Laudelino García Suárez     | PSOE   |
| 1987 - 1989 | Joaquín Uría San José       | IU     |
| 1989 - 1999 | Juan Manuel Rionda Mier     | IU     |
| 1999 - 2003 | Jesús Álvarez Barbao        | PSOE   |
| 2003 - 2004 | José Eduardo Murias Siñeriz | PP     |
| 2004 -      | Jesús Álvarez Barbao        | PSOE   |

| Assignació de regidors a les eleccions municipals |      |      |      |      |      |      |
| Partido                                           | 1987 | 1991 | 1995 | 1999 | 2003 | 2007 |
| PSOE                                              | 3    | 2    | 3    | 4    | 4    | 5    |
| Partit Popular                                    | 2    | 2    | 2    | 3    | 4    | 5    |
| IU                                                | 1    | 1    | 6    | 4    | 3    | 1    |
| CDS                                               | 5    | 6    |      |      |      |      |
| Total                                             | 11   | 11   | 11   | 11   | 11   | 11   |